# واپلا، ساسکاچوان
واپلا، ساسکاچوان (به انگلیسی: Wapella, Saskatchewan) یک منطقهٔ مسکونی در کانادا است که در ساسکاچوان واقع شده‌است. واپلا ۸۳۸٫۸۳۶ کیلومتر مربع مساحت و ۳۵۴ نفر جمعیت دارد و ۵۸۷ متر بالاتر از سطح دریا واقع شده‌است.